# Jim Peebles
Phillip James Edwin Peebles OM FRS (sinh ngày 25 tháng 4 năm 1935) là một nhà vật lý thiên văn, nhà thiên văn học và nhà vũ trụ học vật lý người Mỹ gốc Canada, hiện đang là Albert Einstein Professorship in Science danh dự tại Đại học Princeton. Ông được coi là một trong những nhà vũ trụ học vật lý lý thuyết hàng đầu thế giới trong giai đoạn từ năm 1970, với những đóng góp lớn về mặt lý thuyết cho sự tổng hợp hạt nhân nguyên thủy, vật chất tối, bức xạ phông vi sóng vũ trụ và structure formation.
Ông đã được trao giải Nobel Vật lý vào năm 2019 vì những khám phá lý thuyết về vũ trụ học vật lý. Hai người cùng nhận giải này là Michel Mayor và Didier Queloz.
Peebles đã tự mô tả mình là một người theo thuyết bất khả tri.

## Tiểu sử
Peebles sinh ở St. Boniface tại Winnipeg, Manitoba, vào ngày 25 tháng 4 năm 1935, là con của Ada Marion (Green) và Andrew Charles Peebles, một người làm việc cho Winnipeg Grain Exchange. Ông hoàn thành bằng cử nhân tại Đại học Manitoba. Sau đó, ông tiếp tục theo học cao học tại Đại học Princeton, nơi ông nhận bằng tiến sĩ vật lý vào năm 1962. Ông vẫn ở Princeton trong suốt sự nghiệp của mình. Peebles là một thành viên của School of Natural Sciences tại Viện Nghiên cứu Cao cấp Princeton trong năm học 1977–78. Ông đã thực hiện những chuyến thăm tiếp theo trong năm 1990–91 và 1998–99.